# Malte Gallée

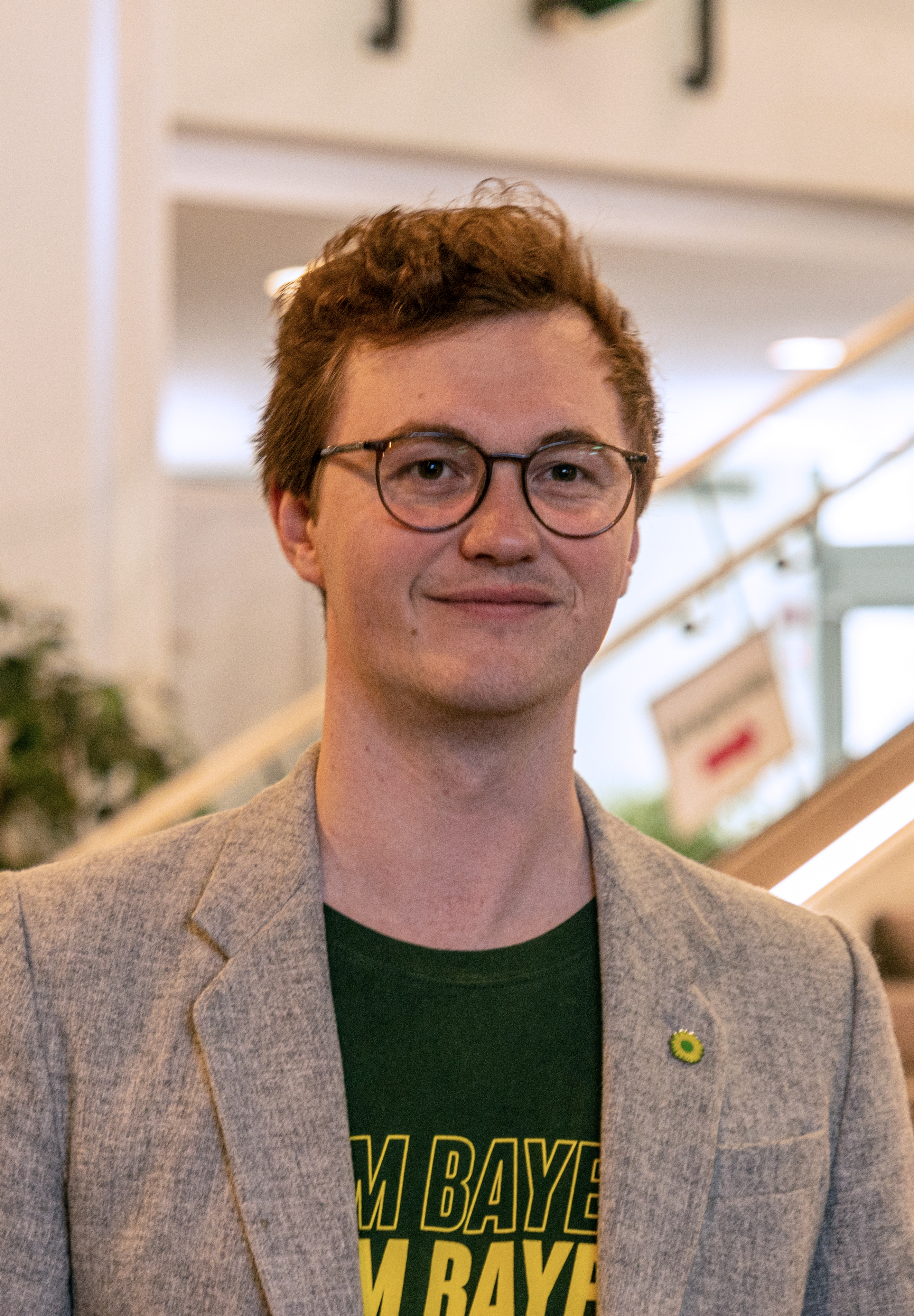
Malte Gallée (2023)

Malte Lenz Gallée (* 5. September 1993 in Schwäbisch Gmünd) ist ein deutscher Politiker (Bündnis 90/Die Grünen). Er war von 2021 bis 2024 Abgeordneter im Europäischen Parlament.

## Leben
Gallée wuchs auf der Schwäbischen Alb in der Nähe von Heidenheim an der Brenz auf. Als Sohn eines Schreiners und einer Lehrerin absolvierte er 2013 sein Abitur an der Freien Waldorfschule in Heidenheim an der Brenz. Anschließend studierte er von 2014 bis 2020 den interdisziplinären Bachelorstudiengang Philosophy & Economics an der Universität Bayreuth. Er schloss dieses Studium mit dem Bachelorgrad ab. Von 2019 bis 2020 absolvierte er ein Praktikum im Europaparlament.
Gallée publizierte eine schulische Facharbeit zur deutschen Energiewende und arbeitete für den Dachverband für erneuerbare Energien in Tansania. Die Arbeit in Tansania habe ihm die Reichweite europapolitischer Entscheidungen verdeutlicht. Gallée gibt an, in der Kampagnenarbeit für internationale Hilfsorganisationen wie Amnesty International, UNO-Flüchtlingshilfe oder WWF in über 70 verschiedenen Städten in Deutschland gearbeitet zu haben.

## Politik
Gallée kam 2010 zur Grünen Jugend. Er kandidierte bei der Europawahl 2019 für seine Partei, verfehlte jedoch zunächst knapp den Einzug ins Europaparlament. Er rückte am 22. Dezember 2021 für Sven Giegold ins Europaparlament nach. Sein Regional-Büro befand sich in Bamberg.
Gallé war Mitglied von drei verschiedenen Ausschüssen: Dem Committee on Development (DEVE), in dem er sich für Lebensmittel-Souveränität in Afrika und für nachhaltige Strategien zur Abfallwirtschaft einsetzte, dem Committee on Environment, Public Health and Food Safety (ENVI) und dem Committee on Internal Market and Consumer Protection (IMCO), in dem sich Gallé für eine nachhaltige Batterieverordnung einsetzte.
Gallée vertrat seine Fraktion als Schattenberichterstatter bei der Batterie-Verordnung. Die Verhandlungen übernahm er von seinem Vorgänger Sven Giegold. Die Trilog-Verhandlungen wurden am 9. Dezember 2022 abgeschlossen. Gallée war Schattenberichterstatter für die Verbraucherkredit-Richtlinie für den Ausschuss für Binnenmarkt und Verbraucherschutz. Im selben Ausschuss verhandelte Gallée zudem die Position der Verpackungs-Verordnung als Schattenberichterstatter. Gallée verhandelte die Richtlinie zur Stärkung der Verbraucher für den ökologischen Wandel im Umweltausschuss. Im Umweltausschuss verhandelte Gallée zudem das Recht auf Reparatur.

## Nominierung und Rücktritt als EU-Abgeordneter nach Belästigungsvorwürfen
Für die Europawahl 2024 nominierten die Grünen Bayern am 19. Mai 2023 Gallée als Spitzenkandidaten gemeinsam mit Henrike Hahn auf der Landesdelegiertenkonferenz in Erlangen. Vor der Aufstellung der Bundesliste der Grünen zur Europawahl im November 2023 zog Gallée seine Bewerbung zurück und nannte „persönliche Gründe“ dafür. Am 10. März 2024 legte Gallée sein Abgeordnetenmandat nieder. Anlass waren im Stern veröffentlichte Vorwürfe mehrerer Fraktionsmitarbeiterinnen, sie ab Sommer 2022 sexuell belästigt zu haben. Er selbst bestritt die Vorwürfe. Für ihn rückte Jan Ovelgönne ins Europaparlament nach.

## Positionen
Gallée mobilisierte im Mai 2023 im Namen der Kampagne Fight Fossil Fuels in den sozialen Medien, um das Willow Project von US-Präsident Joe Biden zu verhindern. Dieses Engagement führte zu einer Debatte im Europäischen Parlament. Gallée unterstützt die LGTBQIA-Gemeinschaft weltweit. Als Teil der parlamentarischen LGTBI Intergroup setzte er sich gegen das ugandische Anti-Homosexualitätsgesetz ein und unterstützte eine Resolution des Europäischen Parlaments gegen das Gesetz.
Gallée kommuniziert viele Themen über seinen TikTok- und Instagram-Account. Er stellte zeitweise den größten deutschen Account eines Mitglieds des Europaparlaments mit 50.000 Followern. Über seine Aktivitäten in den sozialen Medien berichtete die Presse, da das Europäische Parlament die Nutzung von TikTok auf allen Diensthandys untersagt. Gallée widersprach der Kritik und erwiderte, dass er es als seine Pflicht sieht, dort zu kommunizieren, um vor allem junge Menschen zu erreichen. Zeit Campus wählte Gallée im November 2023 zu den „30 bis 30“.